# Stanisław Kulesza
Stanisław Kulesza (ur. 12 października 1928 w Ostrówcu, zm. 18 kwietnia 1997) – polski politolog, działacz partyjny i państwowy, poseł na Sejm PRL VII i VIII kadencji (1976–1985).

## Życiorys
Syn Julianny. W latach 1947–1948 był przewodniczącym koła Organizacji Młodzieży Towarzystwa Uniwersytetów Robotniczych w Ostrówcu i Kępnie. Następnie należał do Związku Młodzieży Polskiej, gdzie w latach 1948–1955 był przewodniczącym koła w Ostrzeszowie, w latach 1951–1952 przewodniczącym Zarządu Powiatowego w Gostyniu, w latach 1952–1953 zastępcą kierownika i kierownikiem Wydziału Rolnego w Zarządzie Wojewódzkim w Poznaniu, od 1 marca do 1 sierpnia 1953 kierownikiem Wydziału Młodzieży Wiejskiej w ZW w Poznaniu, w latach 1953–1954 kierownikiem Wydziału Harcerskiego w Zarządzie Powiatowym w Gnieźnie, a w latach 1954–1955 przewodniczącym ZP w Kole.
Do Polskiej Zjednoczonej Partii Robotniczej przystąpił na początku lat 50. Był w niej sekretarzem Komitetu Powiatowego w Ostrzeszowie (1957–1959), I sekretarzem KP w Wolsztynie (1959–1961) i w Gnieźnie (1963–1972), zastępcą kierownika Wydziału Organizacyjnego Komitetu Centralnego (1972) oraz sekretarzem Komitetu Wojewódzkiego w Poznaniu (1972–1975). W latach 1975–1980 pełnił funkcje zastępcy członka KC, a także I sekretarza KW w Lesznie i przewodniczącego Prezydium Wojewódzkiej Rady Narodowej tamże. Był też delegatem na IV, V, VI i VII Zjazd PZPR.
Od 1 września 1955 do 1 lipca 1957 był słuchaczem w Centralnej Szkole Partyjnej w Warszawie. Z zawodu politolog, uzyskał tytuł magistra nauk politycznych w Wyższej Szkole Nauk Społecznych przy KC PZPR, której był słuchaczem od 1 października 1961 do 22 sierpnia 1963. W 1971 uczestniczył w kursie w Wyższej Partyjnej Szkole przy KC PZPR.
W 1976 i 1980 uzyskiwał mandat posła na Sejm PRL w okręgu Leszno. Zasiadał przez dwie kadencje w Komisji Rolnictwa i Przemysłu Spożywczego, w VIII kadencji dodatkowo w Komisji Spraw Zagranicznych. W lipcu 1981 zrzekł się mandatu.
Został pochowany 25 kwietnia 1997 na cmentarzu Miłostowo w Poznaniu (pole 49, rząd A2, grób 2).

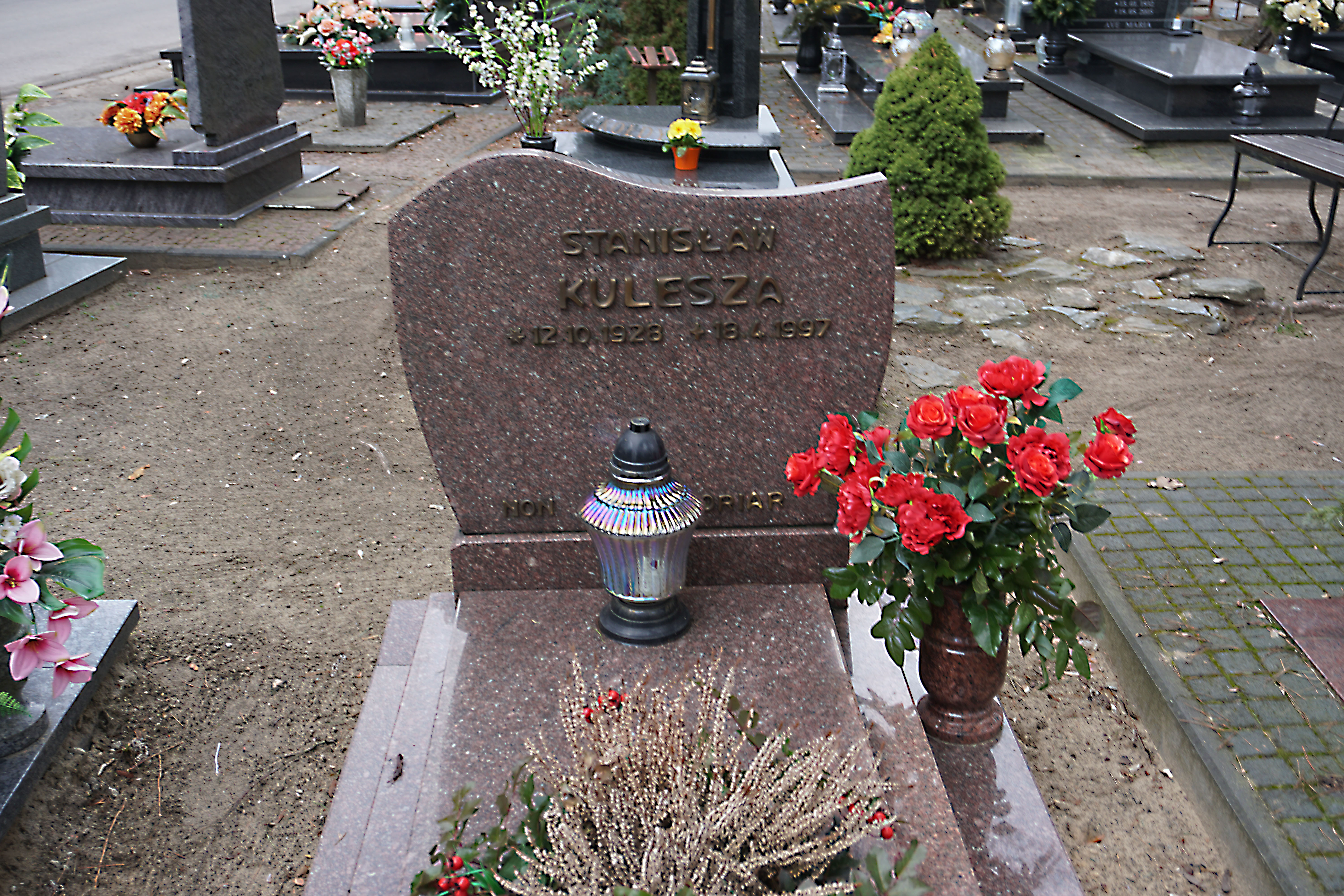
Grób Stanisława Kuleszy na cmentarzu Miłostowo w Poznaniu

## Odznaczenia
- Krzyż Komandorski Orderu Odrodzenia Polski
- Krzyż Kawalerski Orderu Odrodzenia Polski
- Srebrny Krzyż Zasługi
- Złote Odznaczenie im. Janka Krasickiego
- Złoty Medal „Za zasługi dla obronności kraju”
- Srebrny Medal „Za zasługi dla obronności kraju”
- Medal 30-lecia Polski Ludowej